# Bergpark Wilhelmshöhe
Bergpark (“parque en la montaña”) Wilhelmshöhe es un parque natural localizado en Kassel, en el estado alemán de Hesse. Su superficie total alcanza los 2,4 kilómetros cuadrados, lo que lo convierte en el parque en ladera de montaña de mayor extensión en Europa y el segundo en el mundo[cita requerida]. Su construcción se inició en 1696, la cual se extendió por 150 años. Alberga el palacio de Wilhelmshöhe. El 23 de junio de 2013 fue proclamado Patrimonio de la Humanidad por la Unesco.

## Galería de imágenes

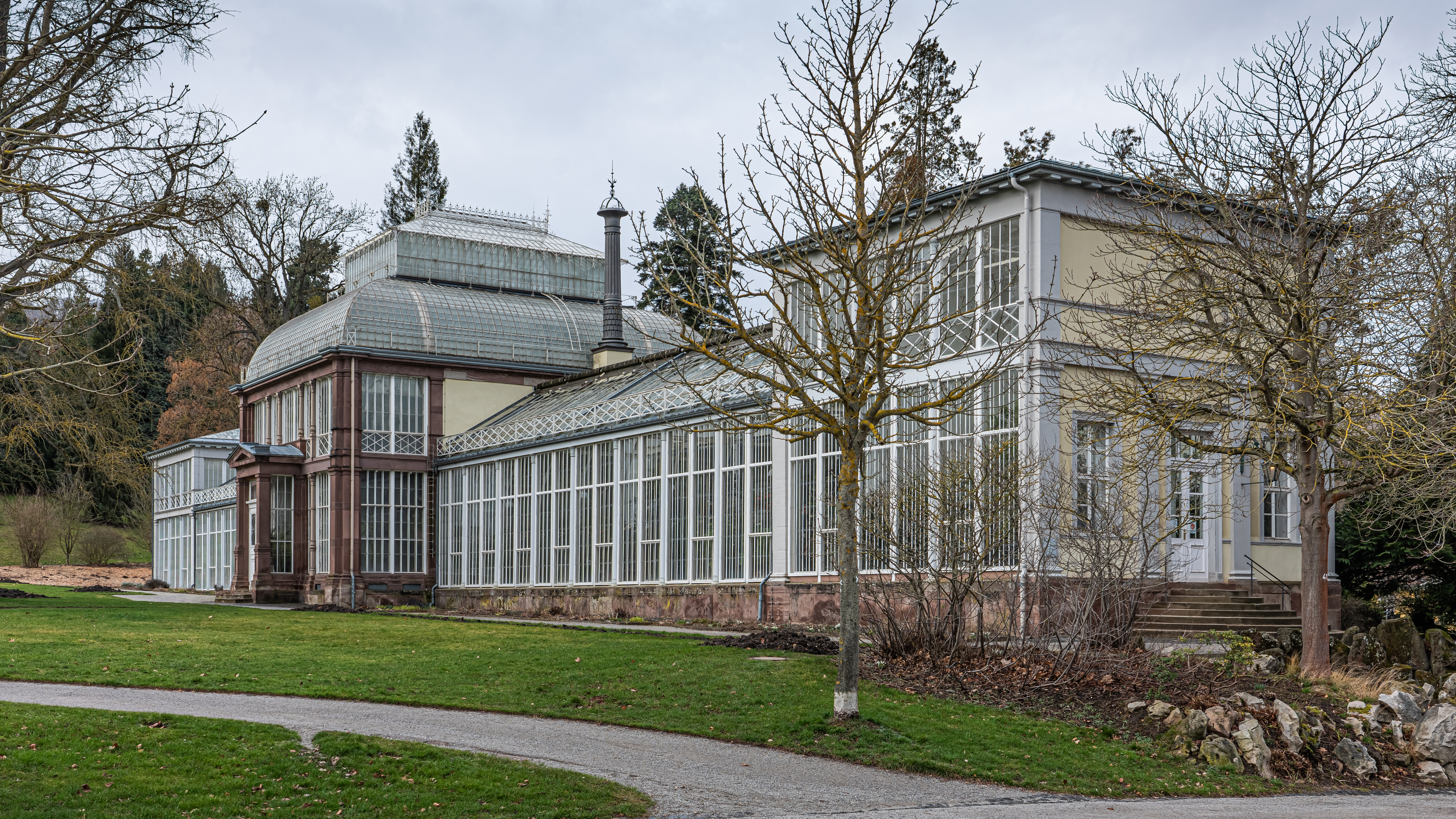
Orangerie
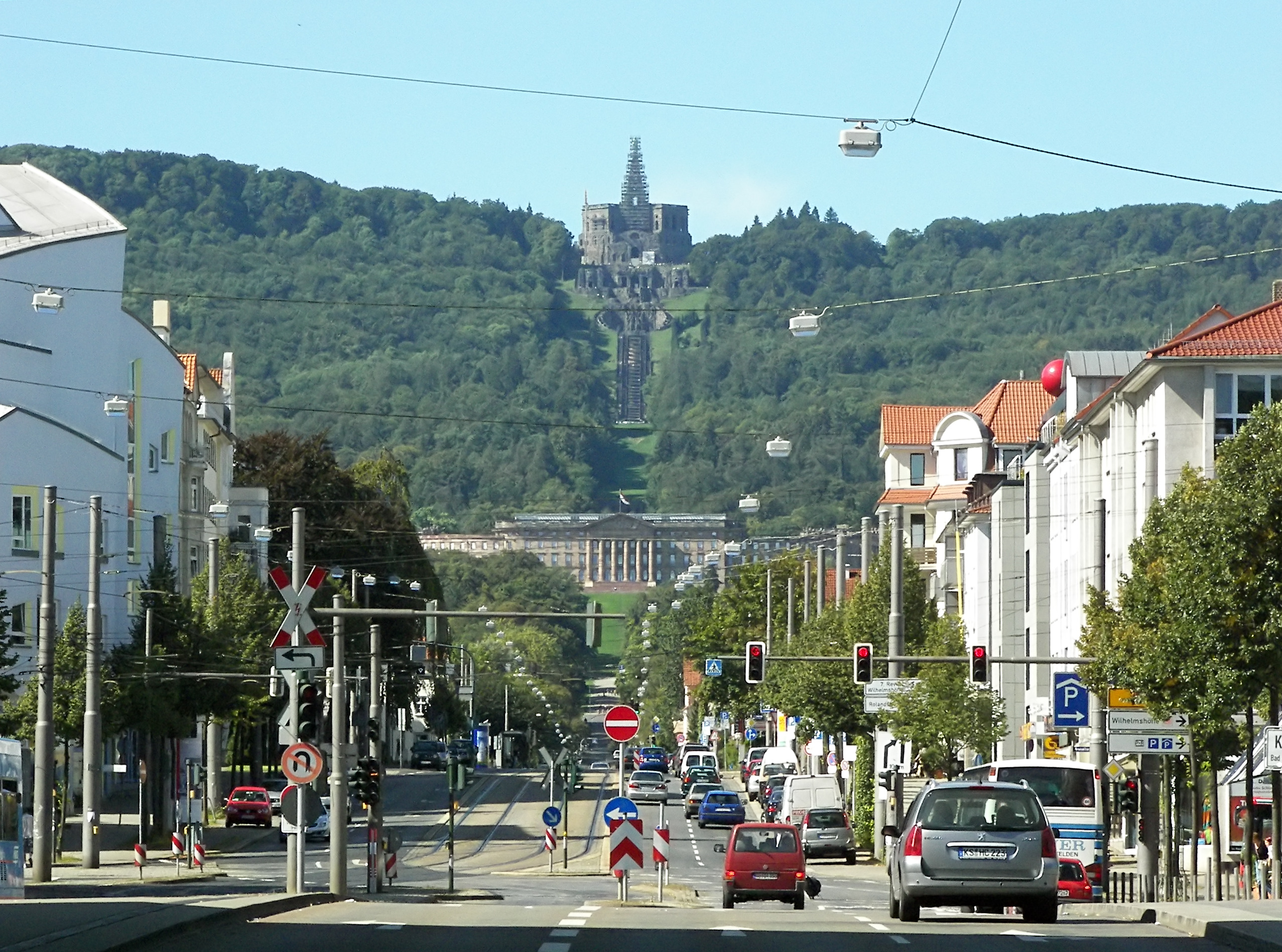
Bergpark Wilhelmshöhe, visto desde el centro de Kassel
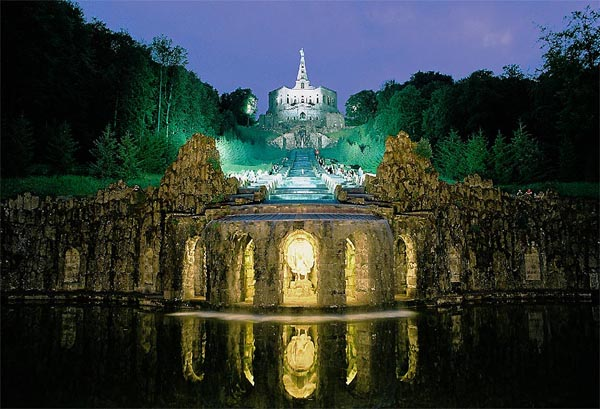
Artes acuáticas, iluminadas por la noche
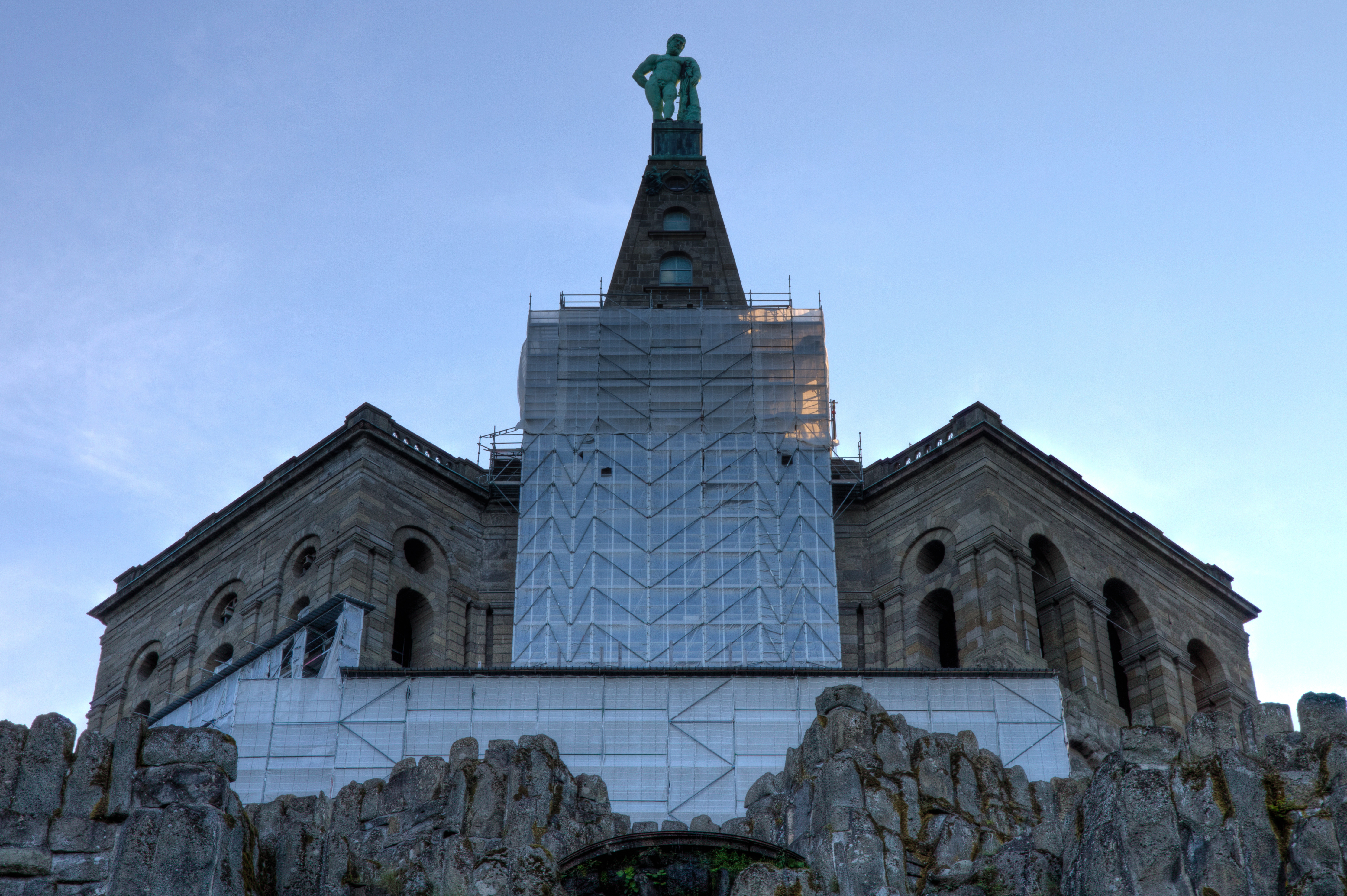
Estatua de Hércules encima del octágono, durante su restauración en 2011
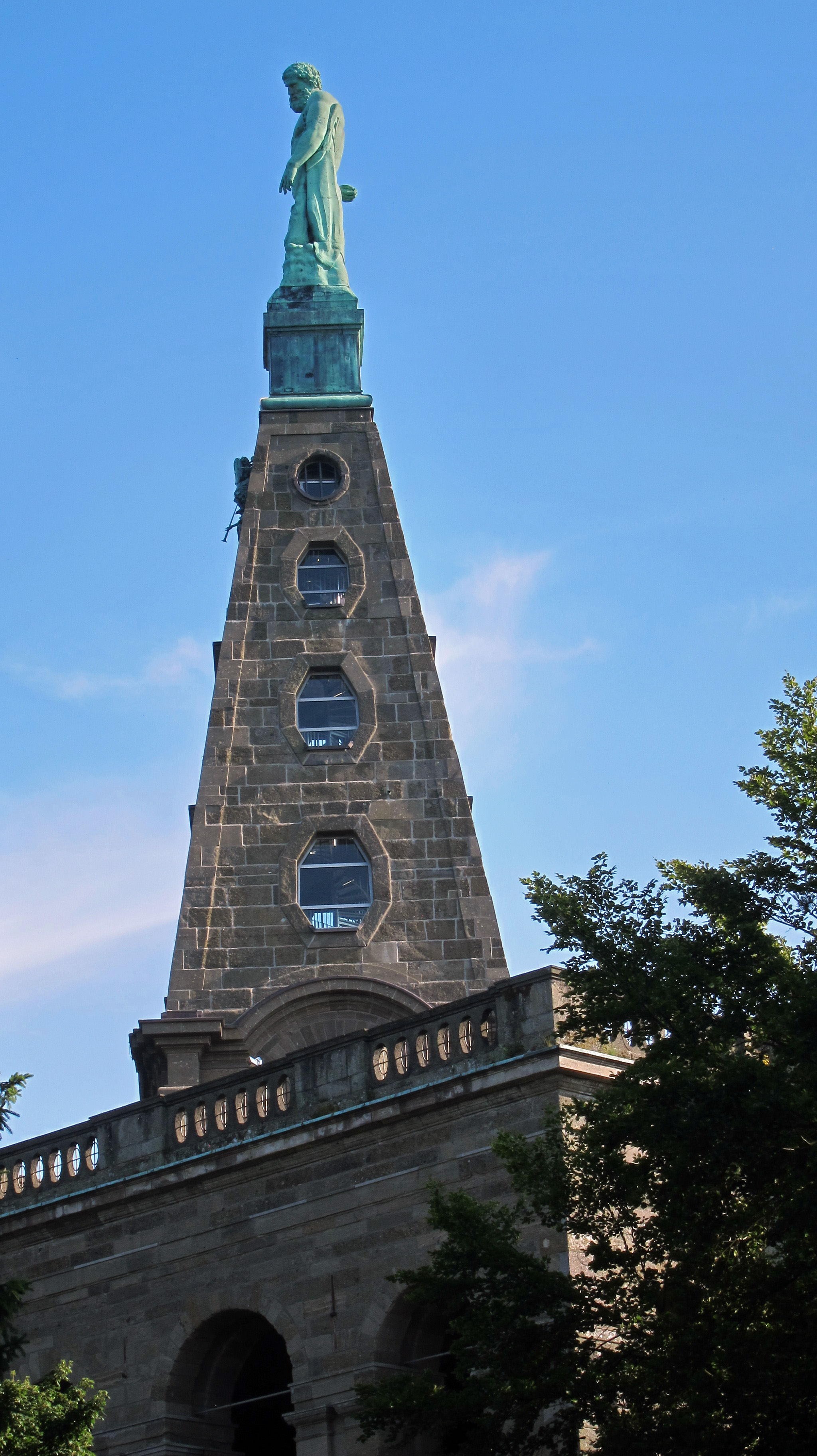
Bergpark Wilhelmshöhe, vista lateral de la estatua de Hércules
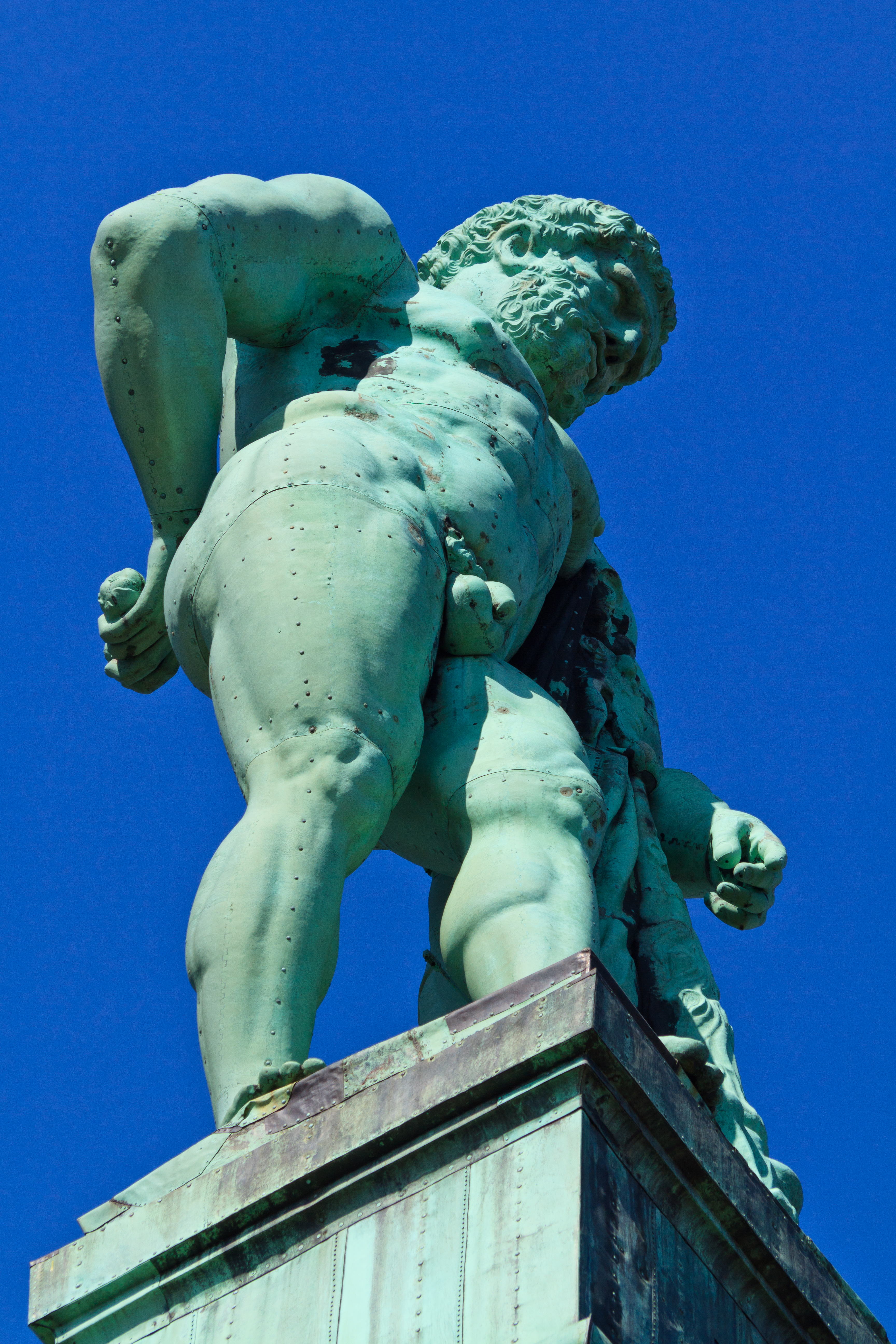
Detalle de la estatua de Hércules
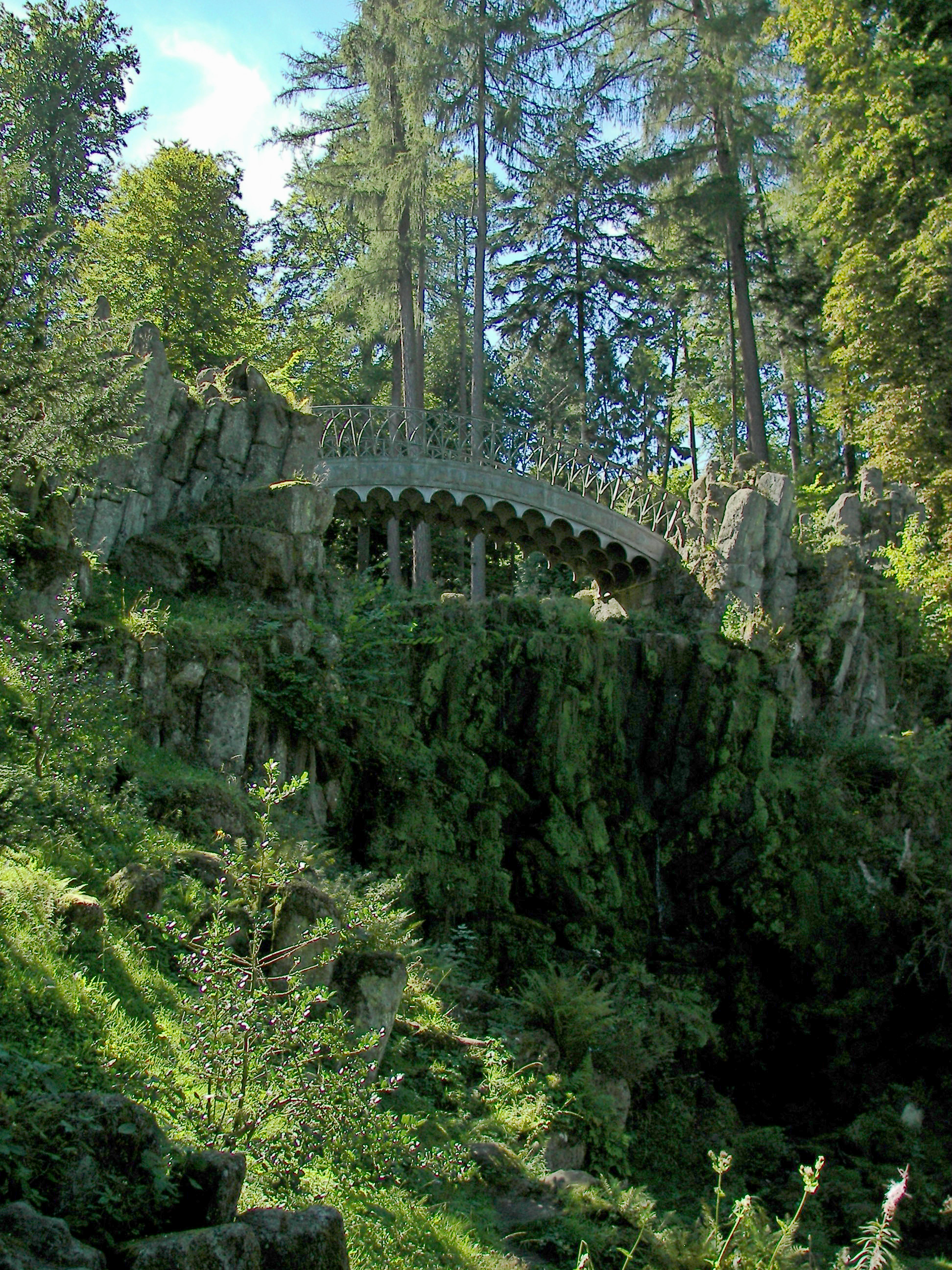
Teufelsbrücke (puente del diablo)
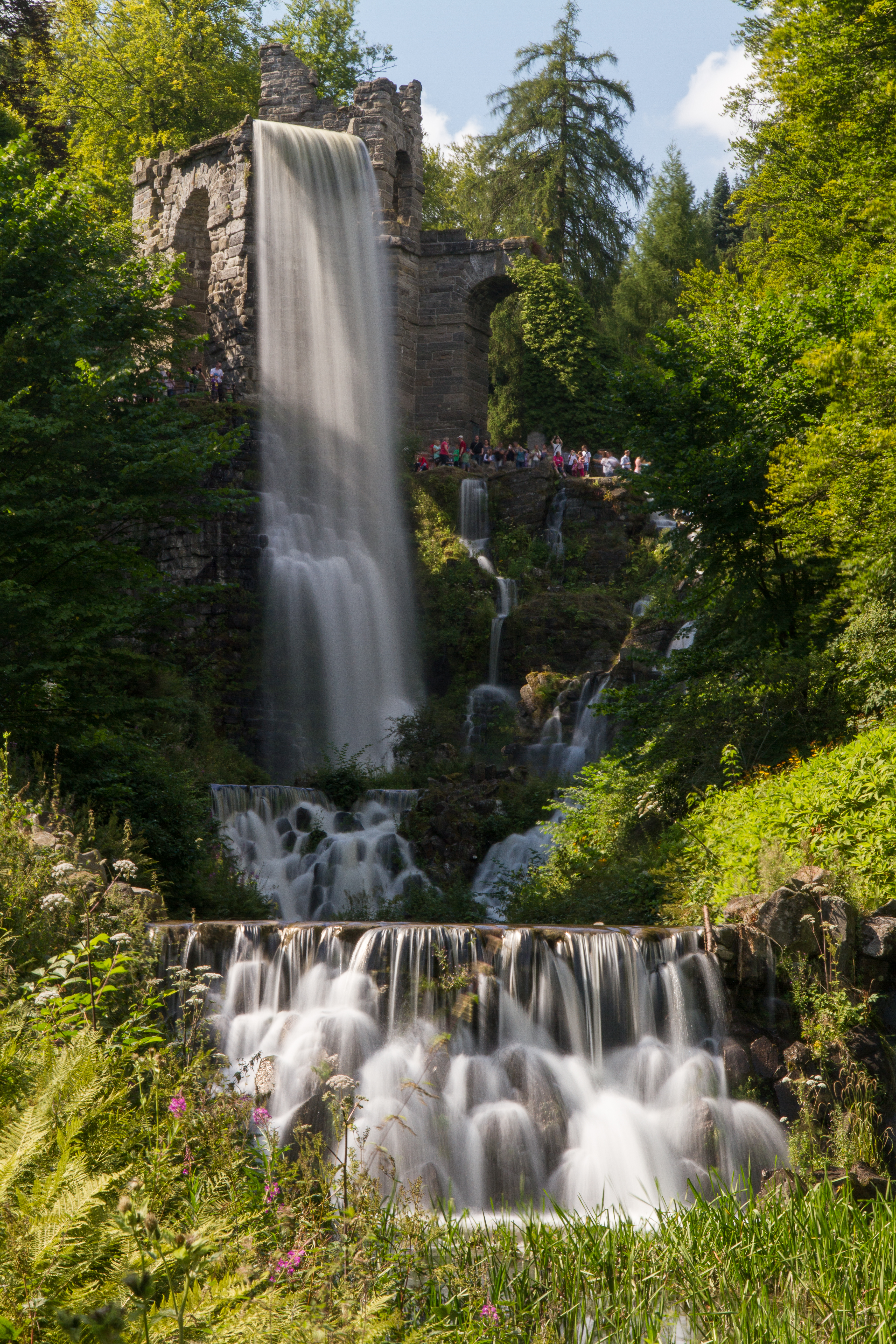
Catarata artificial
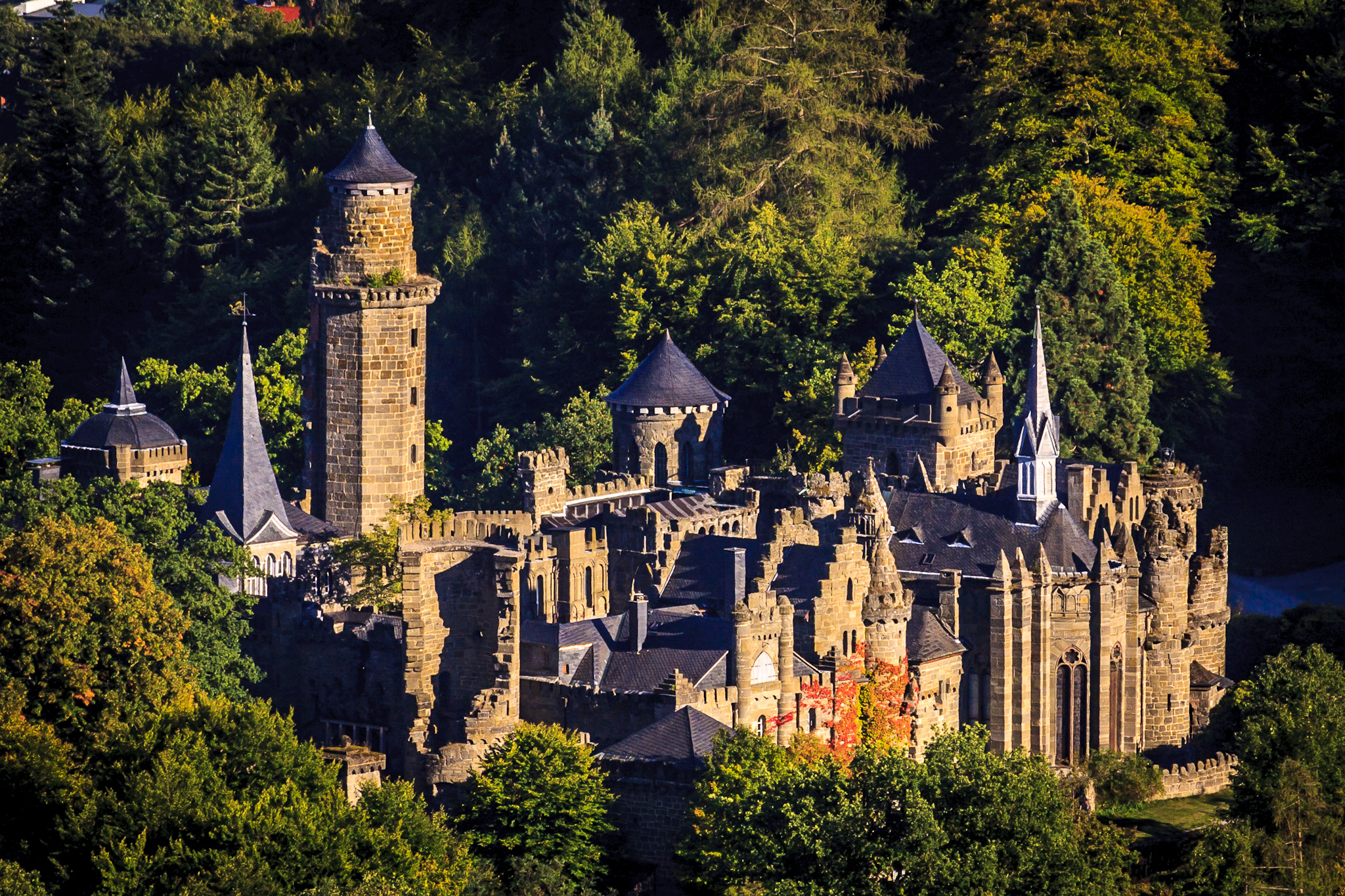
Löwenburg (Kassel)
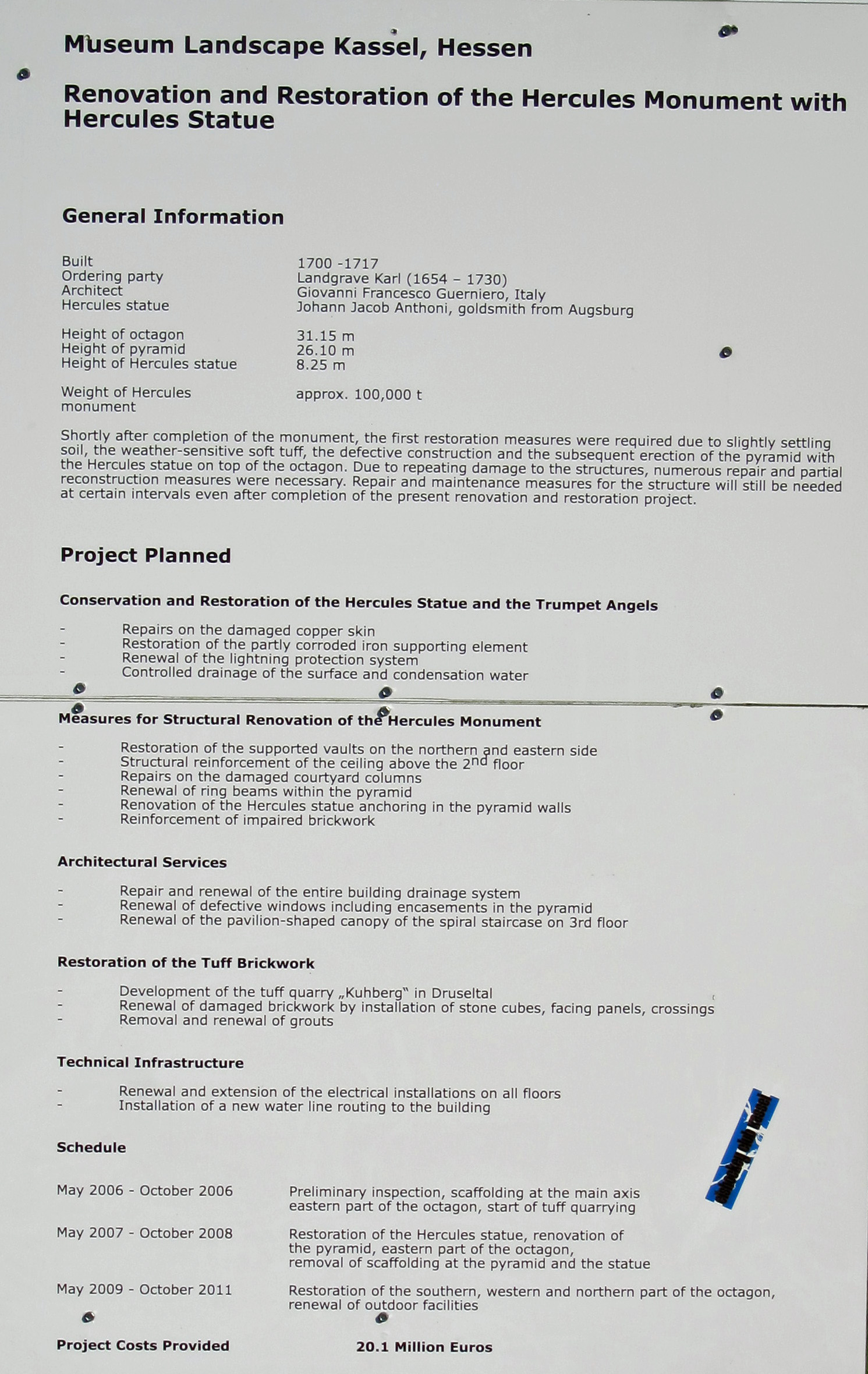
Bergpark Wilhelmshöhe, señal describiendo la restauración en 2013
- Wasserkunst observado por turistas, 2016
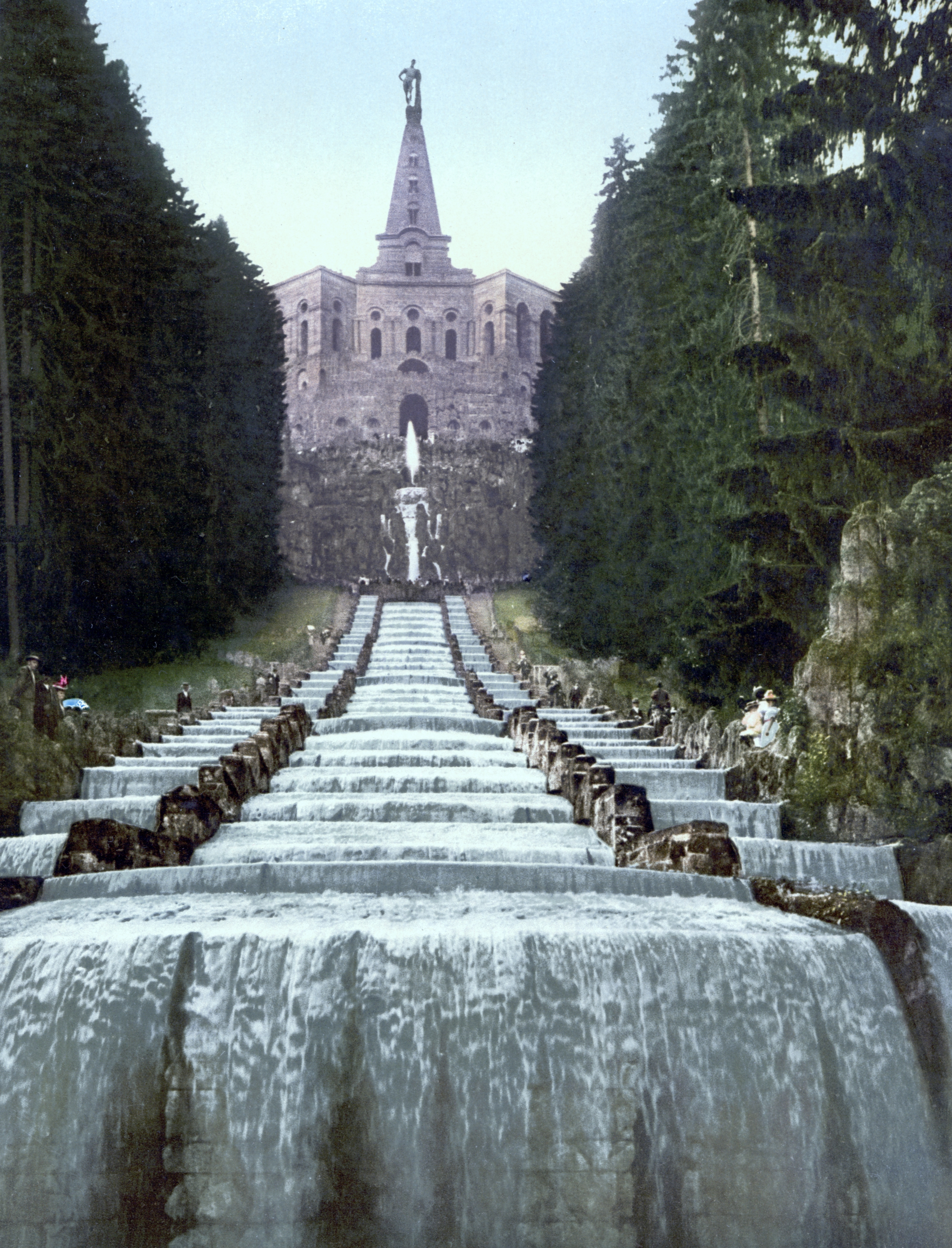
Agua corriendo por las cascadas, una imagen en color antes de 1903